# 古屋かおり
古屋 かおり（ふるや かおり、1978年（昭和53年）8月30日 - ）は、日本のシンガーソングライター、ラジオパーソナリティである。愛称は、かおりん。神奈川県藤沢市出身。

## 来歴
- 1995年（平成7年）10月 : CDシングル「ぜんぶ君のせいだよ」写真集「きらめきsixteen」[1]の同時発売でデビュー。お菓子系アイドルきっての美少女モデルとして活躍。
- 1996年（平成8年）4月 - 6月 : みなと座公演「大浦屋お慶」で初舞台に立つ。
- 1997年（平成9年）4月 -  : 京急キャンペーンガールとして1年間、ポスター、イベント、セレモニー等に出演[2]。
- 1998年（平成10年）11月 : ミニアルバム「Primary」をリリース。これを機に、本格的に作詞・作曲を始め、以降音楽活動を中心とする。
- 1999年（平成11年）10月 - : ワンマンライブをスタート（10回目を迎えたところでタイトルを「Eyelink」とし、2001年（平成13年）からは、マンスリーに）。
- 2000年（平成12年）2月 : 埼玉県警「暴力追放・薬物乱用防止」のキャンペーンポスター、1日警察署長等を務める。
- 2002年（平成14年）8月 : マンスリーライブ「Eyelink」を休止し、約10ヶ月間の充電期間を過ごす。
- 2003年（平成15年）7月 - : FMラジオ番組「MUSIC VOX」のパーソナリティーとして、活動を再開する。
- 2005年（平成17年）10月 : デビュー10周年記念ライブを町田WEST VOXで開催。
- 2007年（平成19年）3月 -  : 相模原市の初代観光親善大使として、1年間の活動を行う[3]。
- 2010年（平成22年）10月 : デビュー15周年記念ライブを町田WEST VOXで開催。
- 2014年（平成26年）10月 : 映画「まほろ駅前狂騒曲」に劇中のラジオ、テレビのナレーションで出演。
- 2015年（平成27年）10月 : デビュー20周年記念ライブを町田WEST VOXで開催。
- 2018年（平成30年）8月17日 : ラジオ番組「夕やけ HOT 839」の最後に西健志と結婚する旨の発表と、2018年（平成30年）7月に子宮癌を発症していることを発表[4]。
- 時期不明 - 子宮癌を克服して活動を再開する。
- 2022年（令和4年）
  - 1月10日 : 『にしらじっ！』内にて、夫の西健志と共に福島県浪江町に根拠地を変えて活動することを西健志が発表。
  - 3月25日 : 『それゆけ！月光団　ゴールド』を降板。
  - 3月28日 : 『にしらじっ！』最終回。
  - 4月 - 5月 : 夫の故郷である福島県浪江町に移住。

## ディスコグラフィ
- ぜんぶ君のせいだよ（1995年10月シングル）
- EARTH　MUSIC　MAGIC　97（1997年10月、約50名のミュージシャンとともに参加したCD）
- I am you（1998年6月EARTH　MUSIC　MAGIC　97からのシングルカット）
- Primary（1998年11月ミニアルバム）
- EARTH　MUSIC　MAGIC　99（1999年7月オムニバスCD）
- MUSIC VOX（2004年10月オムニバスCD）
- 心はそばにいる、ハミングが聴こえる、macchiato（2008年2月iTunes等で配信）
- frame of mind（2008年8月フルアルバム）
- no rain,no rainbow（2011年8月iTunes等で配信）
- LOOKING BACK（2015年10月フルアルバム）
- MOVING FORWARD（2015年10月フルアルバム）

## 出演

### 2022年（令和4年）1月現在の出演番組
- Music VOX（エフエムさがみ　2003年7月 - ） - 毎週金曜日22時 - 23時、毎回ゲストを招き、トーク、ゲストライブ、パーソナリティライブを繰り広げる音楽トーク番組。放送500回を超える。また、アーカイブをポッドキャスト配信している。[5]2022年（令和4年）4月以降は音声ファイルをFM HOT 839に送る形で続投する。
- それゆけ！月光団　ゴールド（FM HOT 839　? - 2022年3月25日） - 金曜日担当。毎週16時から19時までの3時間生放送の番組。2022年（令和4年）3月28日をもって番組を降板する。
- にしらじっ！（エフエムさがみ → FM HOT 839　2009年10月 - 2022年3月28日）毎週月曜日21時から2時間生放送の投稿バラエティー。（当初はシンガーソングライターの磯裕子の冠番組「いそらじっ!」として開始、その後西健志、古屋かおりがパーソナリティとして継続。）2015年（平成27年）7月28日に放送300回、2017年（平成29年）6月27日に放送400回を迎える。移住に伴い、2022年（令和4年）3月28日をもって最終回。

### 過去の出演番組
- My Pieces（エフエムさがみ　2004年1月）
- Improve your English（湘南ビーチFM、エフエムさがみ　2004年1月 - 2005年10月）
- FM予備校（エフエムさがみ　Improve your Englishからリニューアル　2005年10月 - 2007年9月）
- 古屋かおりの金曜ハミング（エフエムさがみ → FM HOT 839　2005年10月 - 2016年10月6日）毎週金曜日夕方16時から3時間生放送の地域情報番組。2015年（平成27年）8月28日に放送500回を迎える。2016年（平成28年）10月6日最終回、全554回。
- 夕やけ HOT 839（FM HOT 839　2016年10月14日 - 2017年8月25日） - 毎週金曜日16時から19時までの3時間生放送の番組。

### テレビ
- ミヤギテレビ「24時間テレビ19　愛は地球を救う」（1996年8月）
- テレビ朝日　ドラマ「イタズラなkiss」吉井美果 役（1996年10月 - 12月）

### 舞台
- みなと座公演「大浦屋お慶」おとき・ひな役（1996年4月 - 6月）
- 劇団キャッツ・アイ 舞台公演「小春よ、来い」小春 役（2000年2月）
- 劇団キャッツ・アイ　舞台公演「愛の幕張7」女優志望のイベントコンパニオン 役（2001年8月）

### その他
- 写真集「きらめきsixteen」（東京三世社　1995年10月）